# Robert Forest
Robert Forest, nacido el 18 de noviembre de 1961 en Toulouse es un ciclista profesional francés que corrió entre 1984 y 1992. 

## Palmarés
1983
- Ruta de Francia

1984
- 1 etapa del Gran Premio de Midi Libre

1987
- 1 etapa del Giro de Italia

1992
- Tour de Vaucluse
- 1 etapa del Circuito de la Sarthe

## Resultados en Grandes Vueltas y Campeonato del Mundo
| Carrera         | 1984 | 1985 | 1986 | 1987 | 1988 | 1989 | 1990  | 1991 | 1992 |
| --------------- | ---- | ---- | ---- | ---- | ---- | ---- | ----- | ---- | ---- |
| Giro de Italia  | -    | -    | -    | 28º  | -    | 52.º | -     | -    | Ab.  |
| Tour de Francia | -    | 16º  | 35º  | 38.º | -    | 75.º | -     | -    | -    |
| Vuelta a España | -    | -    | -    | -    | -    | -    | 102.º | -    | -    |
| Mundial en Ruta | -    | 50.º | -    | -    | -    | -    | -     | -    | -    |